# Медынино
Медынино — деревня в Топкинском районе Кемеровской области. Входит в состав Зарубинского сельского поселения. 

## География
Село расположено в Кузнецкой котловине на левом берегу реки Стрелина (левый приток Томи), в лесостепной зоне Притомья. Центральная часть населённого пункта расположена на высоте 129 метров над уровнем моря.

## История
Основана в 1760 году. крестьянами-переселенцами из Европейской России по фамилии Медынины. До 1917 г. входила в состав Тарасминской (Тарасьминской) волости Кузнецкого уезда, Томской Губернии, а в 1920-1924 годах деревня была в составе Подонинской волости Щегловского уезда Томской губернии. В начале 19 века приехали переселенцы с Тамбовской волости и Восточного Казахстана. В 1930-х годах прошлого столетья в деревне Медынино обосновались переселенцы с Пензенской, Вятской волости, из Белорусской ССР, Могилевской волости. В селе Подонинское с 1865 г. был самостоятельный приход Церкви во имя Святой Троицы в которой крестили, венчали и отпевали жителей деревень Крекова, Глубокая, Медынина, Усть-Стрельна, Подьякова, Барановская, Подикова, Усть-Хмелевская, улуса Стрелинский. Часть церковных метрических книг этой церкви хранятся в Кемеровском государственном архиве.

## Население
Население в деревне составляло в 1859 году – 20 человек, в 1911 г. – 95, 1968 г. – 434, в 1989 г. – 210, в 2002 г. – 206. По данным Всероссийской переписи населения 2010 года, в деревне Медынино проживало 165 человек (79 мужчин, 86 женщин). в 2019г. -124 жителя.

## Транспорт
Через село проходит местная автомобильная дорога Р-384 (участок Кемерово-Новороманово-Юрга). От Медынино начинается гравийная автодорога до села Усть-Стрелина (8 км). Расстояние до города Кемерово — 44 км. Регулярное автобусное сообщение с городом Кемерово. Через село проходит междугородный автобусный маршрут 605 Кемерово-Юрга-Кемерово.
Общественный транспорт представлен автобусным маршрутом:
- №110: д/п Центральный — д. Медынино

## Инфраструктура
В Медынино есть несколько предприятий розничной торговли. Два магазина. Отделение связи (Почта России). Ближайшая средняя образовательная школа находится в селе Глубокое (8,7 км). Сотовая связь представлена операторами Билайн, Мегафон, МТС, Tele2.
В Медынино 6 улиц: Дачная, Заречная, Лесная, Луговая, Набережная и Центральная.